# Parker Guitars
Parker Guitars es un fabricante de únicas y livianas guitarras eléctricas y bajos, iniciada por Ken Parker al inicio de los años 1990.
Ken Parker es un exitoso lutier. Comenzando en un taller en Rochester (Nueva York) diseñó y fabricó guitarras eléctricas sin depender de los ejemplos de los tradicionales diseños de las guitarras acústicas y eléctricas.
Diferencias entre sus guitarras y otras:
- Guitarras delgadas y livianas, generalmente hechas de maderas livianas como álamo y abeto.
- Extenso uso de materiales compuestos(resina y fibra de carbono) vs. construcción en madera o contrachapado.
- Diapasón compuesto con trastes de acero inoxidable vs. diapasón de madera con trastes de níquel-bronce.
- Uso integrado de cápsulas piezoeléctricas y de single coil con electrónica activa.
- Diseño ergonómico
- Puente ajustable.

En 2004 la compañía fue vendida a US Music Corp. (Washburn guitars). Modelos económicos, similares a los originales de parker como el modelo Fly, pero con el mástil atornillado y otras características más típicas de las guitarras eléctricas corrientes, son hechas bajo licencia en el extranjero y vendidas en los Estados Unidos bajo la etiqueta de Parker.
Desde 2002, Parker también ha estado produciendo el bajo Fly, en versiones de cuatro y cinco cuerdas. Los de cinco cuerdas se caracterizan por su facilidad de uso para los bajistas de cuatro cuerdas, ambos con respecto al peso y separación de las cuerdas. Como en otras guitarras Parker, ofrecen cápsulas magnéticas y piezoeléctricas con la capacidad de mezclar ambas.
A fines de 2006, Ken Parker, quien parecía ausente desde la venta de Parker Guitars, presentó una nueva serie de guitarras Archtop. Con un sistema de ajuste único, que levanta y baja el mástil sin causar que la guitarra cambie su tono. Otros cambios son la localización de la boca, los materiales, fortaleciendo la teoría básica y obligatoria de la física de la guitarra. El peso de esta Archtop, la 'Olive Branch' es de apenas 1.5 kilos. Este es, esencialmente, un cambio tan dramático en el diseño de la guitarra Archtop, como el que ofreció en el modelo Fly. Ken Parker actualmente solo fabrica guitarras a pedido.